# Дуарте
Дуарте Философ (на португалски: Duarte I o Eloquente, Едуард Красноречивия) е крал на Португалия от 1433 до 1438 г. Важна страна на неговото управление е културната му дейност. Още като млад Дуарте написва трактатите „Преданият възпитател“ и „Изкуството да яздиш на всяко седло“, както и няколко поеми. Той умира малко преди да завърши започнатия от него процес за пренаписване на Португалския кодекс от закони.

## Биография

### Произход и ранни години
Роден е на 31 октомври 1391 г. във Визеу, Португалия. Син е на крал Жуау I и Филипа Ланкастърска. Кръстен е на английския крал Едуард III, който е негов прадядо.
Като инфант Дуарте винаги помага на баща си в изпълнението на държавните дела. През 1415 г. е посветен в рицарство, след като Португалия превзема Сеута.

### Крал на Португалия
Дуарте се възкачва на португалския престол през 1433 г., след като баща му умира от чума. За краткото си управление, което продължава пет години, Дуарте свиква Кортесите (народното събрание в Португалия) повече от пет пъти за обсъждане на начинанията му в международната политика и управлението на страната.

#### Войната в Мароко и последици
Дуарте следва напълно политиката на баща си за завладяване на средиземноморския бряг на Мароко. Той инициира и финансира експедициите на прочутия си брат Енрике Мореплавателя.
Португалската колония в Сеута бързо се превръща в тежест за държавната хазна, а единствената полза от владеенето ѝ е, че островът държи подстъпите към Танжер. След превземането на Сеута от Португалия керваните от камили, пътуващи в Северна Африка, започват да използват Танжер като ново търговско средище. Това лишава Сеута от стоките и благата, които са я правили атрактивен пазар до този момент, и тя се превръща в изолирана област.
През 1437 г. двамата му братя Енрике и Фернанду подтикват Дуарте да предприеме нападение срещу Танжер, за да завладее по-добрата база за бъдещо проникване в Атлантика. В двора на Дуарте няма пълно единодушие относно експедицията срещу Мароко, тъй като другите му двама братя – инфантите Жуау и Педро са против нападението на Мароко и се опитват да го предотвратят. Двамата се оказват прави. Атаката срещу Танжер се оказва неуспешна и в нея Португалия понася прекалено големи загуби на човешка сила. За да си осигурят свободен коридор за отстъпление към родината, португалците са принудени да предадат за заложник най-малкият брат на Дуарте, Фернанду. Впоследствие, за да го освободят, арабите поставят едно единствено условие – предаването обратно на Сеута.

#### Последни години
В началото на 1438 г. Дуарте свиква Кортесите в Лейрия за решение относно продължаване на войната. Кортесите отказват да ратифицират мирния договор за замяна на Сеута срещу пленника, изисквайки от краля да намери друг начин за постигане на освобождението на Фернанду.
Същото лято Дуарте умира в Томар от чума, както неговия баща и майка преди него. Нещастният инфант Фернанду остава в плен в град Фес до своята смърт през 1443 г.

## Семейство и наследници
През 1428 г. Дуарте се жени за Елеонора Арагонска, дъщеря на Фернандо I Арагонски. Двамата имат девет деца:
- Жуау (1428 – 1429)
- Филипа (1430 – 1439)
- Афонсу V (1432 – 1481) – 12-и крал на Португалия от 1438 г. до смъртта си
- Мария
- Фернанду (1433 – 1470) – (херцог Визеу) – баща на бъдещия крал Мануел I, 14-и крал на Португалия
- Елеонора-Елена Португалска (1434 – 1467) – омъжва се за Фридрих III, император на Свещената римска империя
- Катерина (1436 – 1463)
- Жуана Португалска (кралица на Кастилия) (1439 – 1475) – омъжва се за Енрике IV, крал на Кастилия.

## Галерия
- Елеонора Арагонска (детайл от полиптих)
- Дуарте или Афонсу V (детайл от полиптих)
- Афонсу V
- Елеонора-Елена Португалска
- Жуана Португалска (кралица на Кастилия)